# Andrew Kostecka
Andrew Kostecka (nacido el 19 de agosto de 1997 en Clarksburg (Maryland)) es un jugador de baloncesto estadounidense que mide 1,93 metros y actualmente juega de escolta en el Associação Académica de Coimbra de la Liga Portuguesa de Basquetebol, cedido por el Oviedo Club Baloncesto. 

## Trayectoria
Andrew se formó durante cuatro temporadas en la Universidad Loyola Maryland, formando parte de los Loyola Greyhounds desde 2016 a 2020. En la temporada 2019-20, Kostecka logró 19,9 puntos por partido, 5,2 rebotes, 2,6 asistencias y 1,9 robos por partido.
Tras no ser drafteado en 2020, el 15 de noviembre de 2020 firma por el Hapoel Afula B.C. de la National League, la segunda división del baloncesto israelí.
El 20 de julio de 2021 se confirma su fichaje por el Oviedo Club Baloncesto de la Liga LEB Oro.
El 13 de diciembre de 2021, llega cedido al Associação Académica de Coimbra de la Liga Portuguesa de Basquetebol, por el Oviedo Club Baloncesto hasta el final de la temporada 2021-22.